# Mila
Mila oder Míla ist ein weiblicher Vorname.

## Herkunft und Bedeutung
Mila (Míla) kann verschiedene Herleitungen haben.
- Koseform verschiedener slawischer Namen mit dem Element milu „gütig“, „lieb“[1][2]
- Variante von Milla[3]
- weibliche Form von Milo[3]
- Koseform von Wilhelmina[3]
- Koseform von Emila[3]

Die Form Míla oder Milko kommt manchmal auch als Abkürzung des männlichen Vornamens Miloslav vor.

## Verbreitung
Seit den 1990er Jahren steigt die Beliebtheit des Namens Mila in Deutschland stark an. Im Jahr 2019 zählte Mila erstmals zu den 10 beliebtesten Mädchennamen Deutschlands.

## Namensträgerinnen
- Mila Ayuhara, fiktive Heldin der Fernsehserie Mila Superstar
- Mila Beck (* 1965), deutsche Regisseurin
- Mila Böhning (* 2001), deutsche Schauspielerin
- Mila Gojsalić († 1530), kroatische Märtyrerin und Volksheldin
- Mila Haugová (* 1942), slowakische Lyrikerin und Übersetzerin
- Mila Hoffmann-Lederer (1902–1993), deutsche Gestalterin, Schriftstellerin und Dozentin
- Mila Kopp (1904–1973), österreichische Schauspielerin
- Mila Kostadinovic (* 1975), deutsche Schauspielerin
- Mila Kühnel (vor 1893 – nach 1899), österreichische Theaterschauspielerin und Sängerin
- Mila Kunis (* 1983), US-amerikanische Schauspielerin und Synchronsprecherin
- Mila Kupfer-Berger (1852–1905), österreichische Sängerin
- Mila Lippmann-Pawlowski (1912–1999), deutsche Blumen- und Tiermalerin
- Mila von Luttich (1872–1929), österreichische Illustratorin, Malerin und Zeichnerin
- Mila Majster-Cederbaum (* 1949), deutsche Hochschullehrerin für Informatik
- Míla Myslíková (1933–2005), tschechische Schauspielerin
- Mila Olsen (* 1972), deutsche Romanautorin
- Mila Parély (1917–2012), französische Schauspielerin
- Mila Theren (1872–1946), österreichische Theaterschauspielerin und Soubrette

## Namensträger
- Míla Beran (1904–1976), tschechoslowakischer Schauspieler